# Дамианос, Иоаннис (политик)
Иоаннис Дамианос (греч. Ιωάννης Δαμιανός, 1813, остров Идра, Османская империя —28 ноября 1860, Афины) — греческий юрист, политический и государственный деятель, министр юстиции Греции (1851).

## Биография
Окончил лицей на острове Эгина. Позже изучал право в Афинском университете, сделал карьеру в области юриспруденции. Служил адвокатом, судьёй по гражданским делам.
В 1843 году был избран депутатом в Национальное собрание, представлял население Идры, был докладчиком по проекту конституции Греции.
Стал членом парламента. В 1851 году занял пост министра юстиции, служил на этой должности десять месяцев в правительстве Премьер-министра Греции Антониоса Криезиса.
Умер в Афинах в 1860 году.
Его внуками были Иоаннис Дамианос (1861—1920), министр военно-морских дел Греции и Константинос Дамианос (1853—1915), генерал-лейтенант греческой армии, участник Балканских войн 1912—1913 годов.